# 3-メチルチオプロピルアミン
3-メチルチオプロピルアミン（英: 3-Methylthiopropylamine）は、化学式C4H11NSで表されるスルフィドの一種。

## 用途
エビを想起させる香りを持ち、食品香料などに用いられる。

## 生成
1968年に協和醗酵工業の研究で、放線菌のストレプトマイセス属が持つメチオニンデカルボキシラーゼによるメチオニンの脱炭酸反応から生じることが明らかになった。

## 安全性
引火点は62℃で、日本の消防法では危険物第4類第2石油類（非水溶性）に区分される。